# Osei Bonsu
Pour les articles homonymes, voir Bonsu.
Osei Tutu Kwame Asibe Bonsu, né en 1779 et mort le 21 janvier 1824 à Kumasi, est le septième Asantehene de l'Empire ashanti. Selon la tradition officielle, son règne débute en 1800, cependant les sources récentes indiquent plus précisément le mois de mars 1804. Cette incertitude est la conséquence d'un important conflit dynastique et de modifications dans la chronologie et la généalogie officielles par sa mère et Asantehemaa Konadu Yaadom.
Durant son règne, il est connu comme un personnage charismatique et un chef militaire pacificateur. En 1807, il étend l'influence de l'Empire ashanti sur la Côte de l'Or en soumettant la confédération Fanti et établissant des traités diplomatiques et commerciaux avec les Européens. En atteignant l'océan, il obtient son surnom Bonsu (en akan : baleine. Il dirige également la guerre et soumet le Gyaman en 1819. Au travers de plusieurs autres batailles, il réduit les intentions expansionnistes des Britanniques, notamment lors de la bataille d'Insamankou en 1824.
Il poursuit les politiques réformatrices engagées par Osei Kwadwo et édifie l'Aban (palais de pierre) qui devient un musée royal à l'image du British Museum que lui décrit Thomas Edward Bowdich. Il rééquilibre les pouvoirs au sein des états confédérés et tributaires et restructure l'armée. Il fait face à un conflit dynastique lattant en 1819 dans lequel Adoma Akosua tente d'usurper le trône en le faisant passer pour mort. Après l'avoir déjoué, il met fin à la rotation dynastique du clan Oyoko et désigne Osei Yaw Akoto, son frère, comme successeur.

## Biographie
Osei Tutu Kwame est le quatrième fils de l'Asantehemaa Konadu Yaadom et du Mamponhene (chef de Mampong) Owusu Ansa Panin, fils d'Osei Kwadwo. Il appartient au ntoro Bosommuru par patrilinéarité et à la maison dynastique d'Osei Tutu Ier,. La tradition orale fait notamment référence à cette origine paternelle dans son apea indiquant qu'il offense l'afena sacré des Bosommuru durant son règne et doit ajuster son comportement royal pour satisfaire l'épée.
En tant qu'enfant de Konadu Yaadom, il vit les conflits dynastiques qui l'opposent à Osei Kwame Panyin et les multiples décès qui l'accompagnent. En 1797, son frère aîne, Opoku Kwame, meurt dans des circonstances suspectes et provoque la fuite de sa mère vers Kokofu. En 1804, son frère Opoku Fofie accède au trône et devient Asantehene, cependant il meurt également après environ 60 jours de règne. Osei Kofi, le plus âgé des fils de Konadu Yaadom est pressenti pour succéder, cependant c'est Osei Tutu Kwame qui est élu à sa place. Il est décrit comme charismatique, énergétique et compétent. 
Après les règnes houleux d'Opoku Fofie et Osei Kwame Panyin, Osei Bonsu a pour ambition de consolider par la forces l'Empire ashanti et conquérir tous les États Akan afin d'obtenir une unité homogène culturelle et ethnique. De plus, il souhaite s'imposer aux Européens comme propriétaire légitime des terres qu'ils exploitent et sur lesquelles se trouvent leurs forts coloniaux.

## Nom
De son nom royal complet Osei Tutu Kwame Asibe Bonsu, Osei Tutu Kwame, aussi écrit Osei Tutu Kwamina, obtient le surnom royal Bonsu (baleine en akan) à la suite de ses conquêtes en territoire Fanti. Après sa victoire à Winneba, il aurait nagé dans la mer et gagné ce surnom pour avoir étendu l'Empire par delà la mer. Après Osei Tutu Ier, Osei Bonsu est le second Asantehene à remplacer son nom par un surnom. Dans la tradition orale, ce nom lui est exclusif et toutes références ultérieures à Bonsu concerne systématiquement Osei Tutu Kwame.
Selon la tradition orale délivrée par l'apae (poème) d'Osei Tutu Kwame, après avoir soumis les derniers chefs Fanti sur la plage avec l'afena Mponponsuo, il dirige cette fois son épée vers l'Océan Atlantique. Il demande aux chefs soumis « aboa ben na ono kyen mmoa a wowo po mu nyinaa » (en akan : quelle est la plus grande bête dans la mer ?), ce à quoi ils répondent « bonsu, ono ma obobo hyen » (en akan : la baleine, car elle coule les bateaux). Osei Tutu Kwame se serait alors octroyé le surnom d'Osei Bonsu.
L'étude de l'apae permet d'envisager une autre signification à ce surnom visant dès lors à dénigrer les Fanti. Bonsu pourrait être la contraction d'abonsuo, le nom donné à l'outil servant à récupérer l'or des rivières. Dans cette signification, Osei Bonsu serait celui qui lave les Fanti jusqu'à ce qu'ils n'aient plus d'or. Dans une autre interprétation, le terme bonsu peut êtree asssocié à pekye et mpekua, signifiant cette fois une notion de destruction ou de pulvérisation.

## Règne

### Conflits internes

#### Répression des rebelles
Malgré les différentes victoires d'Opoku Fofie contre les rebelles musulmans, celles-ci persistent au Nord Ouest de l'Empire. Lorsque l'Asantehene décède, de nouvelles révoltes éclatent et Osei Bonsu doit mener une répression armée. Le chef rebelle, Gbuipwura, obtient le soutien des réfugiés musulmans et prend possession de Banda avant de se diriger vers Nkoranza (en).
L'armée d'Osei Bonsu inflige une lourde défaite aux forces rebelles à Kaka et le chef rebelle est capturé, puis meurt ou est exécuté. En parallèle, le Gyamanhene, Kwadwo Adinkra, attaque une autre portion de l'armée rebelle à Buna et en prend possession, ce qui renforce le sentiment d'indépendance de l'état Gyaman envers l'Empire. Cette action devient, en 1818, l'un des arguments en faveurs de l'invasion ashantie.

#### Désordre dynastique
En vertu du principe de rotation dynastique, l'Asantehemaa Konadu Yaadom doit aider Osei Bonsu à nommer un héritier mâle de la maison d'Opoku Ware Ier. Cependant, à cause des précédents conflits dynastiques, il ne reste plus aucun héritier mâle par voie patrilinéaire au sein de cette maison, la sélection doit donc se faire par voie matrilinéaire.  Le seul héritier mâle potentiel de la maison Opoku Ware appartient à la branche déchue d'Akyaama. Il est donc écarté. Par défaut, l'héritier est désigné au sein de la maison d'Osei Tutu. Il s'agit d'Osei Badu, fils de Konadu Yaadom.
Cependant, l'héritier meurt de la varicelle en 1807, et une nouvelle élection a lieu. Osei Yaw Akoto, dernier fils de Konadu Yaadom, est désigné en l'absence d'autres candidats. C'est pour pallier ce manque d'héritier mâle que l'exclusion de la lignée déchue d'Akyaama est levée et que les descendants de la troisième Ashantehemaa sont autorisés à revenir dans le palais royal à Kumasi et rétablis dans leurs droits successoraux. Cet événement permet à Adoma Akosua, alors doyenne des Oyoko, et à sa belle-sœur Amaa Sewaa de revenir dans la scène politique, incluant également le fils d'Amma Sewaa, Kwaku Dua. En 1809, Konadu Yaadom meurt et Adoma Akosua devient la nouvelle Asantehemaa.

#### Tentative d'usurpation
Les relations entre Osei Bonsu et Adoma Akosua n'augurent aucun conflit. Lorsqu'Osei Bonsu entre en campagne contre Gyaman et quitte Kumasi le 9 février 1818, il la nomme régente. L'accession à la régence offre des opportunités à la reine-mère, et elle engage une conspiration contre Osei Bonsu . Les causes exactes de sa conspiration restent imprécises. Certains pensent que c'est avec l'objectif de placer sur le trône l'un de ses fils, Osei Kwai ou Osei Kwadwo, qu'Adoma Akosua conspire afin de tuer l'Asantehene en place.
Les conditions dans lesquelles Osei Bonsu prend connaissance de la conspiration sont particulières. Lors d'un rituel visant à garantir le succès de sa campagne militaire, un prêtre du dieu Taakora indique à Osei Bonsu qu'« il gagnera la campagne et vaincra les ennemis, mais 40 jours plus tard, il mourra ». Cette funeste prophétie a un impact sur la sévérité de sa réaction face au coup d'état d'Adoma Akosua.
Sa conspiration échoue au retour d'Osei Bonsu en 1819. Le sort d'Adoma Akosua est incertain. La première hypothèse est qu'elle ait été destituée de son titre de reine-mère, bannie des quartiers royaux et assignée à résidence dans un Nkwantanan, dans un faubourg de Kumasi, où elle décède en 1838. D'autres documents fixent son lieu d'exil dans un village nommé Aboaboboso, où elle est rejointe par son fils Osei Kwadwo. La seconde hypothèse est qu'elle ait été exécutée par étranglement. Cette modalité d'exécution aurait été choisie afin que le sang royal ne soit pas répandu.
Les autres conjurés sont quant à eux mis à mort par l'atopere, une exécution rituelle également appelée danse de la mort par les explorateurs européens. Quant aux descendants d'Adoma Akosua, ils sont bannis des quartiers royaux et exclus de la succession royale. L'une des conséquences de la conspiration reste la domination sans partage de la maison patrilinéaire Osei Tutu et la fin de la rotation dynastique pendant plus d'un siècle. En effet, le nouvel héritier désigné à la suite de cette conspiration est Osei Yaw, le demi-frère cadet d'Osei Bonsu. Quant à Amma Sewaa, la soeur d'Adoma Akosua, elle accède au trône d'Asantehemaa et son fils, Kwaku Dua, devient politiquement influent après une série de victoires militaires. La tradition orale prétend qu'Osei Bonsu aurait souhaité qu'il lui succède en lieu et place d'Osei Yaw. Ce dernier prendre le trône par la force après le décès d'Osei Bonsu.

### Infrastructures

#### Réseau routier
Osei Bonsu fait concevoir un nouveau plan de la ville avec un meilleur réseau routier et une voie principale qui fait le lien entre les nouveaux quartiers de Bantama et Asasfo, dans la périphérie immédiate de Kumasi. Il fait également réaliser une nouvelle route qui relie Kumasi à Breman, donnant sur la route principale de Mampong. L'objectif d'Osei Bonsu est de détruire les villages dans le voisinage de Kumasi afin de relocaliser les populations dans de nouvelles habitations le long de ces nouvelles routes.
En 1816, il débute également la construction de la 6e et 7e grande route du réseau routier Ashanti. Cependant, bien que le chantier avance pour la 7e route, celui de la 6e est interrompu jusqu'en 1820. La reconstruction de la 1re grande route, reliant Kumasi à Bondoukou, débute en 1819 après la défaite du Gyaman. Enfin, en 1820, la 7e route s'achève et permet une liaison directe jusqu'à Elmina. Elle permet de relier la côte en une seule journée, ce qui en fait rapidement un axe très convoité.

#### Édification de l'Aban
L'idée d'élever un Aban (en akan : palais de pierre) à Kumasi n'est pas nouvelle puisqu'elle émane d'Osei Kwadwo. En 1817, Osei Bonsu évoque sa volonté de construire un nouveau palais royal avec un toit en laiton et des colonnes d'ivoire veinées d'or et d'argent. Il en fait part à Bowdich, cependant il se détourne progressivement de cette idée pour s'inspirer des forts coloniaux qu'il a assiège en 1807,. Si l'extérieur se planifie comme un fort européen, les intérieurs prévoient d'employer les matériaux précédemment cités : le laiton, l'ivoire, l'or et l'argent. Lors de la visite de Joseph Dupuis, il lui déclare : « Je construis un fort comme celui de Cape Coast ; mais je le ferai très haut pour que je puisse contempler toute la ville ». Son intention est en réalité de déjouer les perceptions européennes pour des raisons politiques afin d'établir un palais prestigieux  à la hauteur d l'image qu'il souhaite projeter.
Le chantier débute en 1819 et s'achève en 1822,. Il fait appel à des maçons expérimentés de la côte qui ont déjà travaillé pour la construction des forts coloniaux. Le palais est construit en pierre, qu'il fait acheminer depuis la côte, surplombe en hauteur tous les autres édifices, possède une cour intérieure pavée, de nombreuses fenêtres à volets, plusieurs escaliers et des balustrades décoratives à trois niveaux. De plus, le toit plat contraste avec les toitures inclinées en chaume qui entourent le palais. Au terme de sa construction, Osei Bonsu donne au palais le nom de George IV et procède à des sacrifices humain avant de hisser le drapeau Britannique. Il en parle comme d'un signe d'amitié.

Osei Bonsu donne également une vocation singulière au palais qu'il transforme en musée. Il s'inspire de la description faite par Bowdich du British Museum et de ses collections. À l'intérieur se trouve une importante collection d'objets d'art et de prises de guerre,. En effet, l'Aban jouxte le palais royal dans lequel se déroule la vie politique ashanti. En tant que musée, son rôle est de témoigner de la grandeur de l'empire. Claude-Hélène Perrot considère que : 
« Ce goût artistique, associé à la conscience de la valeur de sa propre civilisation avaient conduit le roi Osei Tutu Kwame à créer au début du XIXe siècle un musée dans le seul édifice de pierre de la capitale, l'Aban, pour y exposer « les trésors d'art de la monarchie ». »

### Croyances et rituels
Osei Bonsu est décrit par un observateur contemporain, William Hutchison, comme un Asantehene particulièrement préoccupé par les affaires mystiques. Il fait réaliser des fétiches avant chaque bataille pour garantir le succès de ces dernières et procède également à des sacrifices humains. Son attrait pour les objets religieux permettent aux production de talismans musulmans de prendre de l'essor. 
L'Islam devient majoritaire dans les régions septentrionales de l'Empire ashanti, à la suite de la conquête du Banda et l'introduction de captifs musulmans dans la capitale. Selon Joseph Dupuis, Osei Bonsu considère l'Islam comme une religion majeure. Il intègre notamment les traditions du suwariennes (en) au sein des rituels et sacrifices humains ashantis. Il tiendra régulièrement ce type de sacrifices avant les batailles. Il nomme également des musulmans à d'importantes fonctions dans son gouvernement et les districts. Sheikh Muhamma al-Ghamba est le premier chef de district musulman qu'il nomme en 1805, ce dernier refusera de combattre dans la guerre contre Gyaman, car cet état est de confession musulmane. Malgré cette désobéissance, Osei Bonsu fera de lui un d ses proches conseillers lors des négociations diplomatiques avec les Britanniques en 1820.
En se rapprochant des Européens, Osei Bonsu remodèle certaines traditions Ashanti afin de les transformer en idéologie politique. Il considère notamment que les Ashantis sont désignés pour diriger les hommes noirs tandis que les Anglais sont désignés pour diriger les hommes blancs.
Osei Bonsu exécute également les plus importants sacrifices humains que l'Empire ashanti connait. La raison se trouve dans l'abolition de la traite négrière en 1807. En effet, lorsque Dupuis l'interpelle sur ces rituels, Osei Bonsu demande « que faire, alors ? Si je ne les tue pas, ni ne les vends, ils gagneront en force et tueront mon peuple ».

### Réformes

#### Militaire
Osei Bonsu poursuit la politiques réformatrice engagée par Osei Kwadwo en veillant à maintenir l'équilibre entre l'Ankobea (force armée) et la Gyase (garde rapprochée du trône royal) dirigés par des chefs et fonctionnaires possédant un siège (dwa). Son prédecesseur, Osei Kwame Panyin, crée trois nouveaux sièges. Osei Bonsu en crée quatorze, dont six pour l'Ankobea et cinq pour la Gyase. Plusieurs de ces désignations sont légués à des descendants très éloignés afin de garantir leur loyauté.
Il est également probable qu'Osei Bonsu crée une garde de musulmans issus de Nkoranza (en), cependant, leur identité reste incertaine. Il peut s'agir de migrants ou de captifs issus de la rébellion réprimée en 1803. La nomination d'un chef musulman, le Cheick Baba, lui permet de diriger cette armée de 7 000 musulmans.
Selon Dupuis, l'armée à laquelle Osei Bonsu se trouve à la tête en 1818 s'élève à plus de 80.000 hommes. À cette armée peuvent s'ajouter les corps armés des différents états tributaires, soit plus de 61.000 supplémentaires.

#### Réformes administratives
Dans la continuité de ses prédécesseurs, Osei Bonsu met en place une série de réformes administratives. Dès son entrée au pouvoir, il remet d'application la peine capitale pour les chefs de Kumasi, qui avaient gagné cette exception sous Osei Kwadwo. De plus, il tente de rétablir la balance des pouvoirs en mettant en place une réforme réduisant les pouvoir des États confédérés de la Constitution afin qu'ils se situent au même niveau que les États conquis. 
Cette politique vise particulièrement les trop fortes influences de Mampong et Juaben qui se trouvent au coeur des conflits dynastiques antérieurs, opposant Konadu Yaadom et Osei Kwame Panyin ainsi que la branche déchue d'Akyaama. Il réduit également les sièges du conseil, passant de huit à quatre :  Kwakye Kofi (Akwamuhene), Opoku Frefre (Gyasehene), Adumata (Adumhene) et Amankwatia (Kontihene). Les sièges retirés sont ceux des lignées qui pourraient avoir une revendication sur le trône royal ashanti, garantissant la fidélité de ces quatre conseillers sur la durée.
Il adapte également la fonction de Sanaahene (trésorier de l'Empire) afin qu'il prenne également en charge la régulation des taxes, du commerce et le réseau diplomatique des émissaires par lequel Osei Bonsu négociait les différents traités. Ces modifications en font l'une des fonctions administratives les plus importantes de l'Empire.

### Affaires étrangères

#### Conflit avec la Confédération Fanti
Au XVIIIe siècle, les Fantis ont un rôle d'intermédiaire entre les forts coloniaux européens et l'Empire ashanti. Cette situation a des conséquences sur le commerces des armes à feu et des esclaves. De plus, des griefs s'accumulent du vivant d'Osei Bonsu. À la fin des années 1790, durant le règne d'Osei Kwame, trois dirigeants Assa se rebellent contre l'Empire et se réfugient au sein de la confédération Fanti. En 1805, Osei Bonsu envoie plusieurs émissaires chez les Fanti à Abora (aujourd'hui Abakrampa, à  proximité de Cape Coast) afin d'exiger que les rebelles lui soient livrés, mais le dernier émissaire est tué par les Fanti.
Osei Bonsu prend alors la tête d'une armée de 40 000 hommes. Selon la tradition, il brandit l'épée rituelle Mponponsuo lorsqu'il est informé de la mort du dernier émissaire, indiquant par ce geste une déclaration de guerre. En mai 1806, Abora est mise à sac, puis il assiège plusieurs forts européens qui hébergent les ennemis fantis en fuite. En juin 1807, le fort néerlandais de Kormantin se soumet, suivi par le fort britannique d'Anomabu.
La mise à sac d'Anomabu le 15 juin 1807 est détaillée par le gouverneur de Cape Coast qui parle d'un massacre dans lequel 8 000 des 15 000 Fantis réfugiés sont tués. Le lendemain, il envoie un drapeau blanc à Osei Bonsu qui indique n'avoir aucune hostilité envers les européens, ouvrant la voie à la diplomatie. Au terme de deux semaines de négociations, Osei Bonsu accepte de ne pas continuer vers Cape Coast et engage la poursuite des populations Fanti en fuite.
Cette victoire lui permet d'imposer l'exclusivité du commerce avec les forts coloniaux, supprimant de ce fait les droits et pouvoirs des chefs côtiers qui perdent le conflit. Sachant que cette conquête est en continuité avec les actions des précédents Asantehene, il est pertinent de considérer que la soumission de la confédération Fanti est anticipée bien avant l'ouverture du conflit. Cependant, bien que sa conquête militaire soit une réussite, il en résulte un échec politique puisque les Fanti continuent de s'opposer aux actions de l'empire ashanti. De plus, l'enjeu commercial du contrôle de la circulation des armes et des esclaves se déroulent en 1807, soit l'année de l'interdiction de la traite négrière britannique. Enfin, ce conflit est le précurseur des guerres anglo-ashanti pour le contrôle côtier en 1811,1815 et 1823. Bien qu'Osei Bonsu remporte ces batailles, les guerres futures mettront progressivement fin à l'Empire.
Des milliers de Fantis sont capturés. Certains deviennent des esclaves, mais 2000 d'entre eux se retrouvent sacrifiés lors des funérailles de la mère d'Osei Bonsu. Cette politique sacrificielle gagne en puissance avec l'abolition de la traite négrière qui ne permet plus de convertir les prisonniers de guerre en esclave. 

#### Conflit avec le royaume Gyaman
Depuis le XVIIe siècle, l'ancien royaume de Bono perd progressivement son emprise sur différents états tributaires, dont le Gyaman qui tire un meilleur profit des voies commerciales. L'origine du conflit remonte à la première défaite contre l'Empire ashanti en 1740 qui considère alors le royaume dans sa sphère d'influence. Cependant, à la fin du XVIIIe siècle, le Gyamanhene rétablit son autonomie. Dans sa quête de contrôle commercial, Osei Bonsu mène une série d'offensives contre les Gyamans. Le récit de cette guerre se retrouve dans la tradition orale, ainsi que dans de nombreux documents contemporains des colonies britanniques et néerlandaises.
L'invasion se déroule en 1818 et 1819, également dirigée directement par Osei Bonsu. L'objectif est de réaffirmer la domination de l'Empire ashanti. Cependant, c'est l'utilisation de l'or par Kwadwo Adinkra, le Gyamanhene (roi de Gyaman) qui provoque le casus belli du conflit. En effet, Kwadwo Adinkra décide de forger son propre trône d'or, selon la tradition Akan, ce qui contrevient directement à la Constitution Ashanti qui n'autorise qu'un unique trône d'or, celui de l'Asantehene, nommé sika dwa kofi. Perçu comme une volonté d'usurpation, et malgré le démenti de Kwadwo Adinkra à ces accusations, Osei Bonsu répond par une déclaration de guerre.
En février 1818, Osei Bonsu dirige l'armée depuis Kumasi et concentre son attaque tout d'abord sur Nkoranza (en). La bataille se déroule le 23 mars ou le 4 mai et le Gyaman subit une première défaite importante. Une série de pillage se perpétue dans les mois suivants et une ultime confrontation a lieu le long de la rivière Tain (en).

#### Relations européennes
À la suite du conflit avec les Fantis, les relations anglo-ashanti s'ouvrent et les britanniques envoient des émissaires à Kumasi : William Hutchison et Thomas Edward Bowdich en 1817, puis Joseph Dupuis en 1820. Thomas Edward Bowdich parvient à ratifier avec Osei Bonsu le premier traité commercial anglo-ashanti le 6 septembre 1817. La mission arrive à son terme mais, malgré le retrait de l'ambassade britannique, William Hutchison reste en tant que résident à Kumasi jusque fin 1818 et accompagne Osei Bonsu et assiste à de nombreux rituels. En 1824, Joseph Dupuis représente le gouvernement britannique afin de négocier un nouveau traité commercial. De nombreux néerlandophones viennent également à Kumasi afin de négocier avec Osei Bonsu. C'est notamment le cas de Willem Huydecoper (en) en 1816 et 1817. Leurs documents sont des ressources capitales pour la recherches historiques.
Afin de confirmer la dominance de l'Empire Ashanti sur les côtes et les forts gouvernés par les Européens, Osei Tutu Kwame exige que les paiements prévus par les notes (avec les Britanniques) ou kostgeld (avec les néerlandais et danois) soient de nouveau appliqués. L'objectif est d'abord politique, et non commercial. En effet, ces traités prévoient que l'occupation des forts par les européens s'accompagnent d'un tribut car ils ne sont pas propriétaires des terres. Il obtint le paiement des notes des forts de Cape Coast et William (Anomabu) appartenant aux Britanniques. La mission de Bowdich consiste à renégocier les termes de la note d'Accra qui avait subi plusieurs incursions ashanties au point que le paiement avait du retard. Le gouverneur Herman Willem Daendels déclare que la dette s'élève à 5000 florins et propose de liquider cette dette afin de garantir les bonnes relations. 
Peu de temps après, Osei Bonsu envoie un émissaire à Elmina afin d'exprimer sa reconnaissance. Le gouverneur Daendels propose de payer une avance, en poudre à canon, sur le kostgeld à venir. Osei Bonsu saisit l'opportunité de prétendre un droit tributaire sur Elmina également. Il possède bien un traité signé au XVIIIe siècle mais ne possède plus celui d'Elmina qui serait issu de la victoire contre Denkyira. Le gouverneur Daendels lui confirme qu'il n'y a toujours eu qu'un seul paiement, pour Accra et parvient à un accord avec Osei Bonsu en 1818. La note d'Accra et d'Elmina seront maintenues en l'échange de la protection de l'Empire ashanti et la ville ne sera pas considérée comme un territoire conquis. Il est important de noter que ces tributs cesseront pour beaucoup après le décès d'Osei Bonsu. Les néerlandais sont les derniers européens à payer un tribut à l'empire ashanti après 1831. L'historien Larry W. Yarak considère que ce n'est que faiblement en lien avec le commerce d'armes à feu, mais surtout avec la nouvelle méthode de recrutement qu'ils établissent afin de contourner l'abolition de la traite négrière.
En 1824, la même année que la signature du nouveau traité commercial, les conseillers d'Osei Bonsu font pression afin qu'ils rompent sa politique pacifiste. C'est cette nouvelle majorité belliqueuse qui assure d'ailleurs l'élection d'Osei Yaw Akoto par la suite. En réaction, les Britanniques lancent une offensive punitive contre l'armée ashanti qu'Osei Bonsu ne dirige pas cette fois. Les armées se rencontrent à Bonsaso lors de la Bataille d'Insamankou. Alors que l'armée ashanti remporte la victoire et tue le gouverneur Charles Mac Carthy, Osei Bonsu meurt à Kumasi.

## Postérité
La chronologie des Asantehene, jusqu'alors farouchement détenu par l'Asantehemaa, est mise sur papier sur demande d'Osei Bonsu. Il fait produire d'autres documents avec l'aide de conseillers musulmans. Les chronologies officielles de la dynastie, rédigées par Prempeh II, se basent essentiellement sur le travail réalisé durant le règne d'Osei Bonsu.
Une gravure de 1817 représente le festival d'igname avec de nombreux personnages représentés, incluant l'Asantehene Osei Bonsu assis sous un large parapluie rouge et surmonté d'une statuette d'éléphant en or, le symbole des rois. Les enfants de l'aristocratie ashanti se trouvent à ses pieds et derrière lui se trouvent quatre membres de la lignée royale du clan Oyoko.
Comme pour les autres Asantehene, plusieurs apae (poèmes dans la culture Akan) mettent en valeur les grandes réussites et comportements d'Osei Bonsu. Actuellement, les lecture des apae par les ashantis sont parfois suivis d'exégèse par des fonctionnaires royaux d'Osei Tutu II ainsi que des fêtes alcoolisées. Osei Bonsu est également le premier Asantehene connu à avoir assisté à la lecture de son propre apae le 26 septembre 1817. Les conflits militaires et les victoires d'Osei Bonsu sont des éléments capitaux du récit traditionnel historique et est commémoré dans un récit très détaillé qui en fait un chef de guerre invincible.
Deux autrices de l'Université des sciences et technologies Kwame-Nkrumah, Frederika Dadson et Wilhelmina Donkoh, publient en 2000 un roman historique nommé The Just King : The Story of Osei Tutu Kwame Asibe Bonsu dans lequel un maître d'école, Opanin Owusu, transmet sa passion pour ce personnage historique à sa classe. Osei Bonsu y est dépeint comme un bon chef traditionnel désireux de préserver la paix.